# Francis Preserved Leavenworth

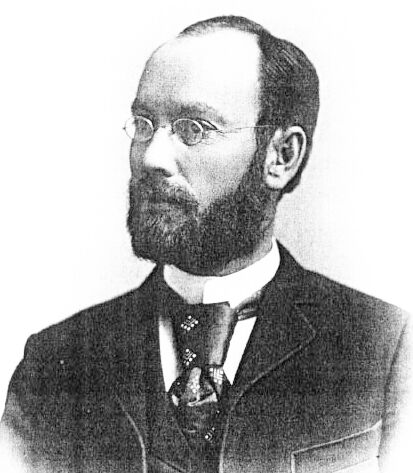
Francis Preserved Leavenworth

Francis Preserved Leavenworth (Mount Vernon (Indiana), 3 september 1858 - 12 november 1928), ook bekend onder de naam Frank Leavenworth, was een Amerikaans astronoom. Nadat hij zijn middelbare school had afgemaakt, ging hij studeren aan de Universiteit van Indiana, waar hij in 1880 zijn Bachelor of Arts haalde.
Op 11 oktober 1883 huwde hij met Jennie Campbell. In 1887 werd Leavenworth benoemd tot directeur van het observatorium aan het Haverford College. Een jaar later behaalde hij ook zijn Master of Arts. Na vijf jaar aan het Haverford College verhuisde Leavenworth naar Minneapolis, waar hij aan de universiteit aldaar professor in de astronomie werd. Hij werd tevens directeur van het nieuwe observatorium. Hij bleef bijna 30 jaar in die positie tot hij in 1927 tot professor emeritus werd benoemd.
Hij ontdekte samen met Frank Muller en Ormond Stone 250 NGC- en 3 IC-objecten.